# Cinògnats
Els cinògnats (Cynognathia) són un dels dos clades principals dels cinodonts, juntament amb els probainògnats. Aquest grup incloïa Cynognathus, un gènere carnívor de grans dimensions, així com els traversodòntids, de dieta herbívora. Els cinògnats es poden distingir gràcies a una sèrie de sinapomorfies, que inclouen un arc zigomàtic molt profund que s'estén per sobre del mig de l'òrbita. Els cinògnats foren el grup més longeu de teràpsids a part dels mamífers.
S'han trobat fòssils de cinògnats a Sud-amèrica, l'Antàrtida i Sud-àfrica.

## Taxonomia
- Subordre Cynodontia
  - Infraordre Eucynodontia
    - (sense categoria) Cynognathia
      - Família Cynognathidae
        - Cynognathus

      - (sense categoria) Gomphodontia
        - Família Diademodontidae
          - Diademodon
          - Titanogomphodon

        - Família Trirachodontidae
          - Neotrirachodon
          - Subfamília Trirachodontinae
            - Cricodon
            - Langbergia
            - Trirachodon

          - Sinognathinae
            - Beishanodon
            - Sinognathus

        - Família Traversodontidae
          - Andescynodon
          - Arctotraversodon
          - Boreogomphodon
          - Colbertosaurus
          - ?Gornogomphodon
          - Habayia
          - Luangwa
          - Mandagomphodon
          - Maubeugia
          - Microscalenodon
          - Nanogomphodon
          - Pascualgnathus
          - Plinthogomphodon
          - Rosieria
          - Scalenodon
          - Theropsodon
          - Traversodon
          - Subfamília Gomphodontosuchinae
            - Exaeretodon
            - Gomphodontosuchus
            - Menadon
            - Protuberum
            - Ruberodon
            - Scalenodontoides

          - Subfamília Massetognathinae
            - Dadadon
            - Massetognathus
            - Santacruzodon